# クリエイト (広告代理店)
株式会社クリエイトは、東京都千代田区神田に本社を置く企業である。

## 概要
求人広告（新聞折込求人紙・求人情報サイト・求人情報フリーペーパー）の企画・発行・配信、タウン情報（新聞折込タウン情報紙・タウン情報サイト）の企画・発行・配信、宣伝広告代理、社員教育セミナーなどを行っている。

## 新聞折込求人広告のパイオニア
1969年9月、地域密着性に長け、通勤圏内へ無駄の無い配布を目指し、当時は存在せず、現在では主流になった連合形式（複数の企業が一枚の紙面に掲載されている）の新聞折込求人広告を創業者の井崎博之（現：取締役会長）が開発、創刊した。創刊号は東京都板橋区・北区周辺であった。この日を記念して、創刊日の9月8日は「求人折込広告の日」（一般社団法人日本記念日協会認定）としている。

## 沿革
- 1968年（昭和43年）
  - 7月 - 創業者井崎博之が株式会社クリエイトを東京都千代田区神田に設立。
  - 11月 - 交通広告事業（連合駅貼広告）を開始。
- 1969年（昭和44年）9月 - 新聞折込求人広告の連合形式を開発。「躍進企業案内」の名称として創刊。
- 1980年（昭和55年）10月 - 「躍進企業案内」を「クリエイト求人特集」と改称。求人情報フリーペーパー「求人特集」を創刊。
- 1991年（平成3年）9月 - 求人情報フリーペーパー「求人特集」を有料化。名称を週刊求人情報誌「クリエイト仕事発見」に改称し新創刊。
- 1993年（平成5年）12月 - 「クリエイト仕事発見」を「クリエイトDJ仕事発見」に改称し、リニューアル発行。
- 1999年（平成11年）9月 - 求人情報サイト「D-DJ（デジタル-ディージェイ）」配信開始。
- 2001年（平成13年）4月 - 週刊求人情報誌「クリエイトDJ仕事発見」を東京版、神奈川版、埼玉版、千葉・茨城版の4版に増版し、リニューアル発行。
- 2002年（平成14年）3月 - 医療・介護施設情報紙「街の便利帳」を新聞折込として創刊。
- 2006年（平成18年）2月 - 求人情報サイト「D-DJ」を「クリエイトD-DJ仕事発見」と改称してリニューアル配信開始。
- 2007年（平成19年）
  - 1月 - 求人情報サイト「クリエイトD-DJ仕事発見」を「クリエイト ネットで仕事発見」に改称してリニューアル配信開始。
  - 7月 - 週刊求人情報誌「クリエイトDJ仕事発見」を無料（フリーペーパー）化。希望者の自宅に届ける「タダ通販」開始。
- 2008年（平成20年）2月 - 社員教育セミナー事業を開始。
- 2009年（平成21年）
  - 6月 - タウン情報誌「クリエイト街の便利帳」を新聞折込として創刊。
  - 7月 - タウン情報誌「クリエイト街の便利帳」WEB版の配信開始。
- 2011年（平成23年）
  - 4月 - 東日本大震災被災者向け支援プロジェクトとして、「関東の住宅付き求人特集」を避難所に貼るポスターとWEBサイトで配信。避難所が閉鎖する10月まで毎週発行。
  - 5月 - 東日本大震災被災者向け支援プロジェクトとして、埼玉県騎西町に避難していた福島県双葉町被災者の皆様に近隣の求人情報を無料配布。12月まで毎週発行。
- 2012年（平成24年）
  - 4月 - 求人情報サイト「クリエイト　ネットで仕事発見」を転職サイト「ジョブターミナル」、アルバイト求人サイト「バイトジャングル」として改称。リニューアル配信開始。
  - 7月 - 求人情報フリーペーパー「DJ仕事発見　クリエイト　ジョブターミナル&バイトジャングル」を新創刊。
- 2013年（平成25年）
  - 1月 - 創業者井崎博之（現：取締役会長）から井崎貴之へ代表取締役社長交代。
  - 5月 - 農園「クリエイトファーム」（千葉県市川市）開設。
- 2014年（平成26年）1月 - 天皇より創業者の井崎博之（現：取締役会長）へ紺綬褒章が贈られる。
- 2015年（平成27年）12月 - 媒体ブランドロゴ変更
- 2016年（平成28年）
  - 1月 - 2016年シーズン・J2リーグ所属、東京ヴェルディ1969のメインユニフォームスポンサー契約を締結。
  - 11月 - 株式会社シンク・クリエイトの100%出資グループ化
  - 12月 - 転職サイト「ジョブターミナル」を「Create転職」へ、アルバイト求人サイト「バイトジャングル」を「Createバイト」へ改称。リニューアル配信開始。
- 2017年（平成29年）1月
  - 2017年シーズン・J2リーグ所属、東京ヴェルディ1969および、なでしこリーグ1部所属、日テレ・ベレーザとメディアパートナー契約を締結。
  - 有料職業紹介事業を開始。
- 2022年（令和4年）11月
  - グループ企業の株式会社アットフリークを吸収合併し、アットフリーク事業部として再編。[2]

## 事業内容
- 新聞折込求人広告「Create」の企画・発行
- 転職サイト「Create転職」の管理・運営・配信
- アルバイト・パート求人サイト「Createバイト」の管理・運営・配信
- 求人フリーペーパー「DJ仕事発見　Create」の企画・発行
- 新聞折込タウン情報「クリエイト街の便利帳」の企画・発行
- タウン情報サイト「クリエイト街の便利帳」の管理・運営・配信
- 宣伝広告代理
- WEB広告代理
- 宣伝物・販促物の立案・デザイン・制作・印刷
- ビジネス教育セミナーの企画・運営
- WEBサイトの企画・制作
- システムの構築・開発
- PCの保守管理

## 広告
- 小池美由（「Createバイト」）
- 博多華丸・大吉（「Create転職」）
- 葵わかな・佐野勇斗（「Createバイト」） - 映画「青夏 きみに恋した30日」とのタイアップCM[3]。
- 華村あすか（「クリエイトバイト」「クリエイト転職」）

## 提供番組
- 王様のブランチ （TBSテレビ）
- AKB48のオールナイトニッポン （ニッポン放送）
- ナインティナイン岡村隆史のオールナイトニッポン （ニッポン放送）
- 佐久間宣行のオールナイトニッポン0(ZERO) （ニッポン放送）
- ももいろクローバーZ ももクロくらぶxoxo （ニッポン放送）
- 辛坊治郎ズーム そこまで言うか! （ニッポン放送）
- レコメンPart-2 （文化放送）
- 楽器楽園〜ガキパラ〜 for all music-lovers （文化放送）
- レコメンコレボレーションPart-2 （文化放送）
- A&G TRIBAL RADIO エジソン （文化放送）
- A&Gメディアステーション こむちゃっとカウントダウン （文化放送）
- 伊集院光 深夜の馬鹿力 （TBSラジオ）
- バナナマンのバナナムーンGOLD （TBSラジオ）